# Musée Matisse (Le Cateau-Cambrésis)
Musée Matisse is een museum over de Franse kunstschilder Henri Matisse in zijn geboorteplaats Le Cateau-Cambrésis in Frankrijk.
Het is geopend in 1952 en is sinds 1982 gevestigd in het Palais Fénelon. Het is circa 4600 m² groot.

## Geschiedenis
Kern van de collectie zijn 82 werken die Matisse in 1952 schonk aan zijn geboortestad. Ze werden tentoongesteld in het gemeentehuis van Le Cateau-Cambrésis in een opstelling waaraan Matisse zelf had meegewerkt. In 1956 deed kunstschilder Auguste Herbin een bijkomende schenking van 24 schilderijen. Ook de kinderen van Matisse schonken na zijn dood werken aan het museum. Een andere grote schenking gebeurde in 2008 toen Alice Tériade werk van Matisse maar ook van Chagall, Picasso en Léger schonk.
In 1982 verhuisde het museum naar het Palais Fénelon, het achttiende-eeuwse voormalig paleis van de aartsbisschoppen van Kamerijk. Het gebouw werd eerst aangepast om de collectie te ontvangen. In 2002 heropende het museum na een verbouwing. In 2019 werd het museum met 1000 m² uitgebreid voor de groeiende collectie. In 2024 heropende het museum na een uitgebreide restauratie en uitbreiding.

## Collectie
Tot de collectie behoren circa 170 werken van Henri Matisse, 65 van Auguste Herbin, Geneviève Claisse, Alice Tériade, dertig foto’s van Cartier-Bresson. 
De werken van Matisse in de collectie omvatten zijn ganse carrière. Verder zijn er ook persoonlijke objecten van de kunstenaar, zoals zijn schilderpalet, een viool en kledingstukken.

## Werken
Enkele werken zijn onder andere:
- Unité van Geneviève Claisse, acryl (1969)
- Bois sculpté van Auguste Herbin, beschilderd hout (1921)
- Lénine-Staline van Auguste Herbin, olieverf op linnen (1948)
- Réalité spirituelle van Auguste Herbin, olieverf op linnen (1938)
- Union van Auguste Herbin, olieverf op linnen (1959)
- Coquelicots et Iris II van Henri Matisse, olieverf op linnen
- Étude pour La Vierge et l'enfant van Henri Matisse, inkt en gouache op papier (1951)
- Femme à la gandoura bleue van Henri Matisse, olieverf op linnen (1951)
- Femme au chapeau van Henri Matisse, houtskool op papier (1951)
- Intérieur aux barres de soleil van Henri Matisse, olieverf op linnen (1942)
- Le Violoniste van Henri Matisse, houtskool op linnen (1917)
- Marguerite au chapeau de cuir van Henri Matisse, olieverf op linnen (1914)
- Nu accroupi van Henri Matisse, houtskool op papier (1936)
- Nu rose, intérieur rouge van Henri Matisse, olieverf (1947)
- Tahiti II van Henri Matisse, gouache (1936)
- Nus de dos van Henri Matisse, de vier originele gipsen van de bas-reliëfs[1]

## Tentoonstellingen
- Rouault, correspondances avec Matisse, van 25 maart tot en met 17 juni 2007
- Chagall et Tériade, l'empreinte d'un peintre, van 18 november 2006 tot en met 26 februari 2007

## Galerij

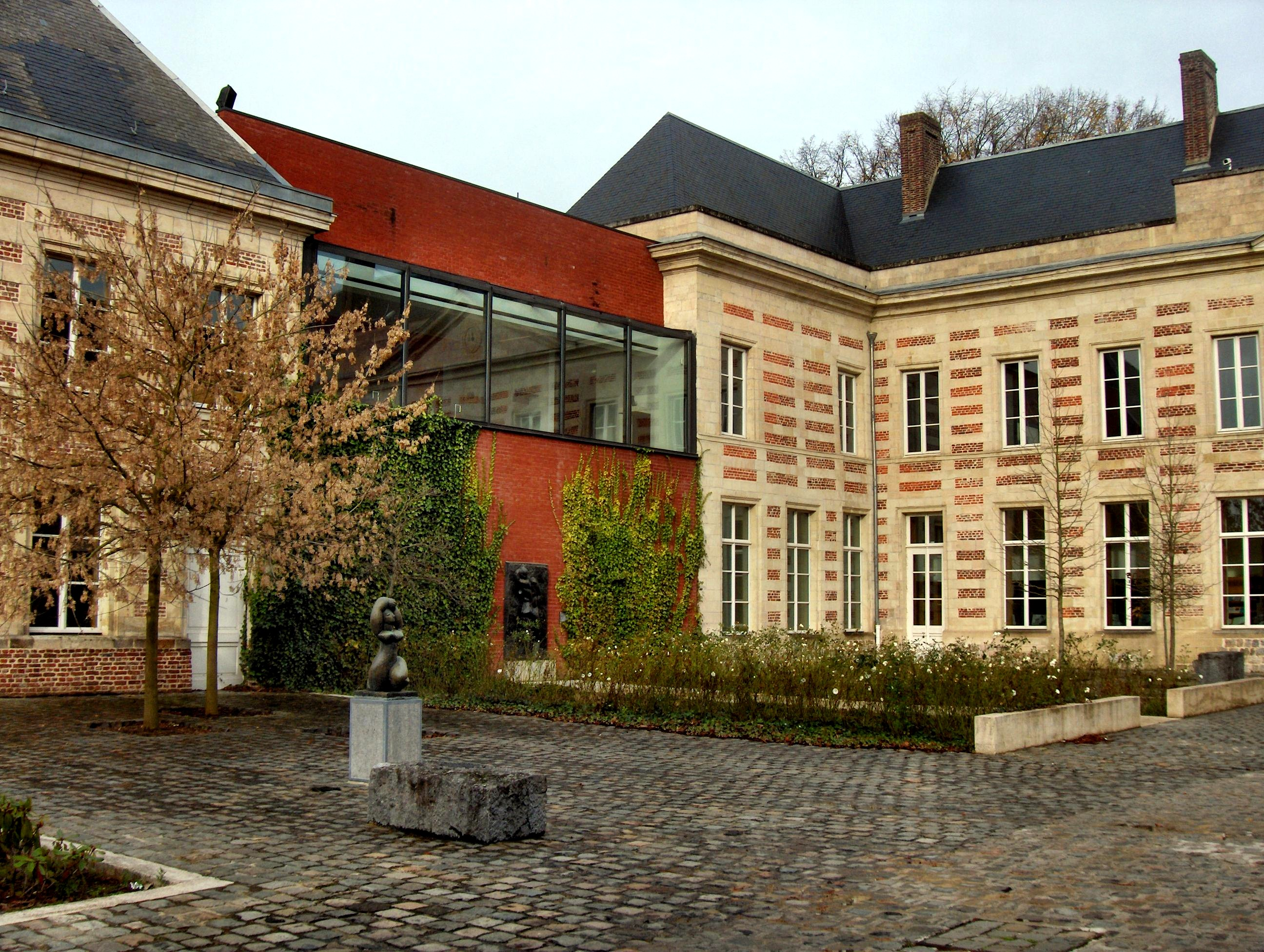
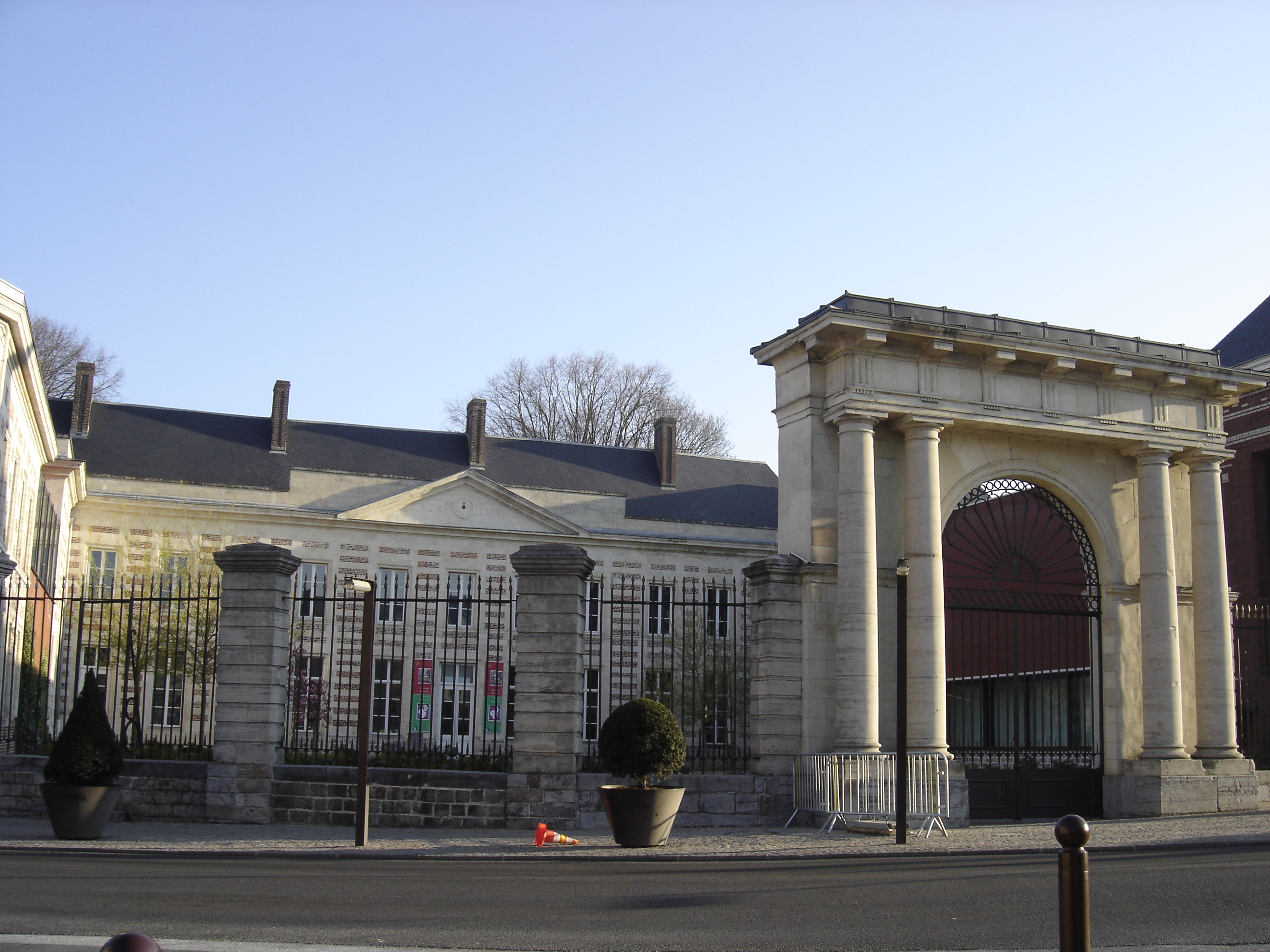
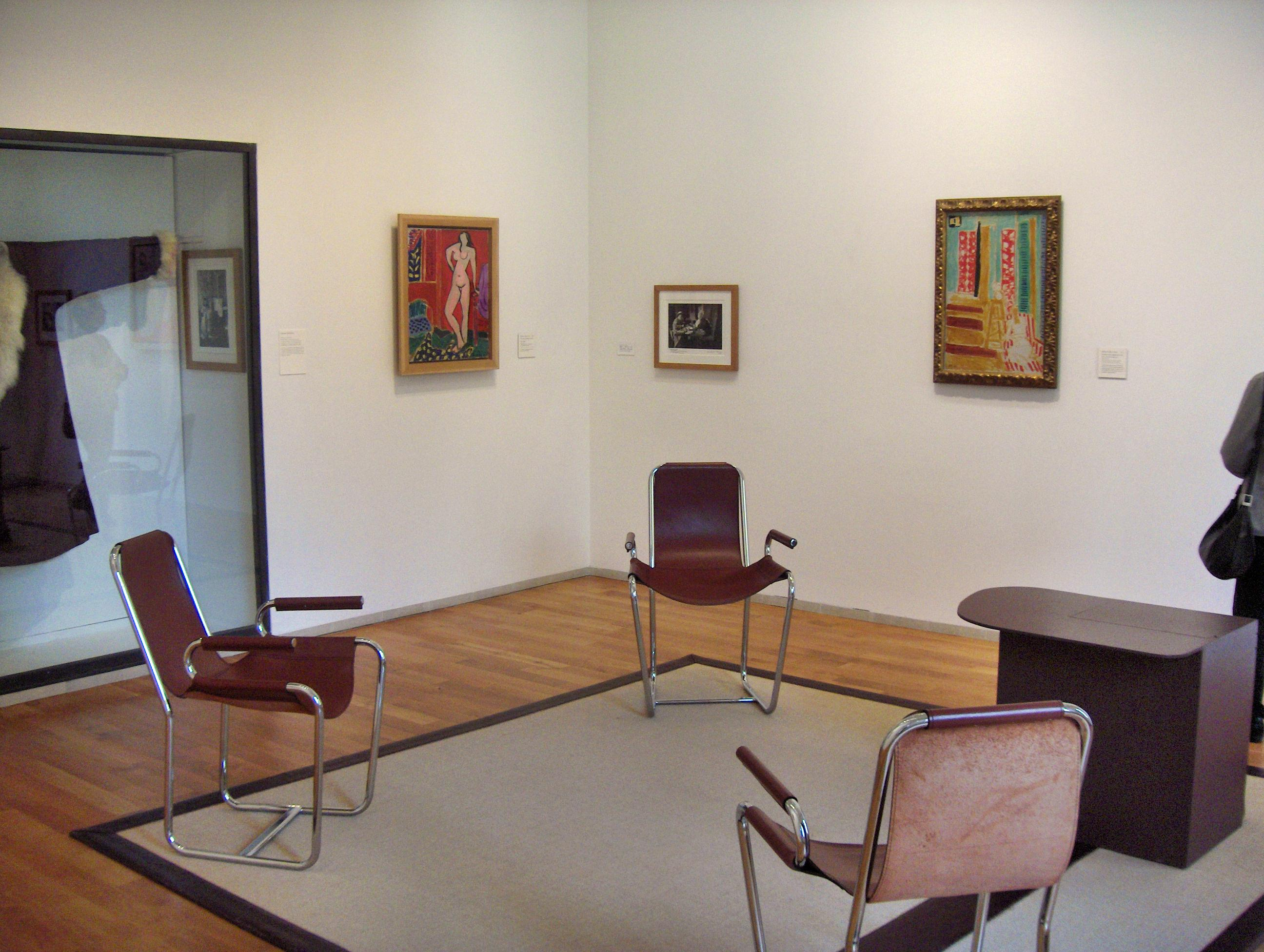